# Wieczny powrót
Wieczny powrót, inaczej palingeneza światów – koncepcja filozoficzna przyjmująca, że świat powtarzał się i będzie powtarzał się wciąż w tej samej postaci nieskończenie wiele razy. Koncepcja ta ma swoje korzenie w starożytnym Egipcie. Stamtąd przywędrowała do Grecji. Po raz pierwszy pojawia się w filozofii Milezyjczyków, którzy głosili, że wszystko bierze swój początek z Arche i do niej powraca. Później idea została przejęta przez pitagorejczyków, a następnie stoików. Stoicy wierzyli, że świat to wciąż na nowo odgrywany spektakl, za każdym razem w najdrobniejszym szczególe identyczny z poprzednim. Wieczny powrót był ważną częścią filozofii Heraklita z Efezu (świat podlega zognieniu w wiecznym ogniu i powstaje na nowo) oraz Anaksymandra (Apeiron Anaksymandra). Wraz z końcem starożytności i rozprzestrzenianiem się chrześcijaństwa koncepcja ta została zapomniana. W czasach nowożytnych była rozwijana na nowo przez Fryderyka Nietzschego.
Jest to koncepcja zupełnie fizyczna, nie występuje w niej wędrówka dusz (reinkarnacja), ponieważ byty powracają wciąż w tych samych ciałach. Czas postrzegany jest jako cykliczny, a nie prostoliniowy. Podstawą idei wiecznego powrotu jest stwierdzenie, że Wszechświat jest skończony przestrzennie, zawiera w sobie ograniczoną liczbę materii, ale czas postrzegany jest jako nieskończony. Wszechświat nie ma stanu początkowego ani końcowego; stan materii w nim zawartej wciąż się zmienia. Liczba możliwych zmian jest skończona, dlatego prędzej czy później ten sam stan materii się powtórzy.

## Starożytność

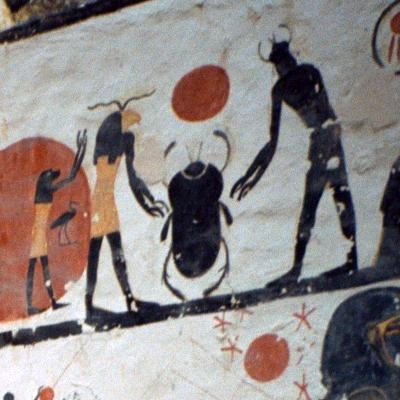
Skarabeusz w grobowcu KV6 w Dolinie Królów w Egipcie

W starożytnym Egipcie symbolem odrodzenia oraz wiecznego powracania był skarabeusz.
Idea wiecznego powrotu została rozwinięta w starożytnej Grecji. Koncepcja ta była ważną częścią filozofii stoickiej, to właśnie stoicy sformułowali ją w sposób wyraźny. Stoicy głosili, że świat nie jest wieczny i kiedyś jego istnienie dobiegnie końca.
Według stoików świat rozpoczynał swoje istnienie w wiecznym ogniu, a na końcu ulegał zognieniu. Każdy kolejny świat był dokładną reprodukcją poprzedniego. Wszystkie wydarzenia były ściśle zdeterminowane. Linearna koncepcja czasu wprowadzona przez Arystotelesa sprawiła, że idea wiecznego powrotu przestała być obiektem zainteresowania.
Idea wiecznego powrotu pojawia się także w Biblii w Księdze Koheleta (Koh 3, 1-15):
„Wszystko ma swój czas

i jest wyznaczona godzina na wszystkie sprawy pod niebem.

Jest czas rodzenia i czas umierania,

czas sadzenia i czas wyrywania tego, co zasadzono,

czas zabijania i czas leczenia,

czas burzenia i czas budowania, [...]

czas miłowania i czas nienawiści, [...]

Wszystko, co czyni Bóg, na wieki będzie trwało. [...]

To, co jest, już było, a to, co ma być kiedyś, już jest. [...]”

## Renesans

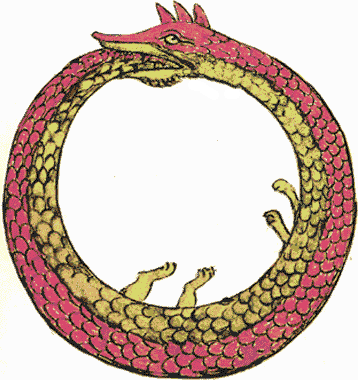
Uroboros

Uroboros, wąż lub smok pożerający własny ogon, był symbolem wiecznego powrotu dla alchemików renesansowych. Koncepcję wiecznego powrotu opisuje Sir Thomas Browne w swoim dziele Religio Medici.

## Fryderyk Nietzsche
Idea wiecznego powrotu była ważną częścią filozofii Nietzschego, który przypisywał jej wyjątkowe znaczenie.

Przeciw paralizującemu uczuciu powszechnej ruiny ... wysunąłem ideę wiecznego wracania.

Po raz pierwszy Nietzsche zetknął się z tą koncepcją w pracach niemieckiego poety Heinricha Heinego. Nietzsche wysnuł tę teorię w Wiedzy radosnej, a następnie rozwinął ją w Tako rzecze Zaratustra.
W koncepcji przedstawionej przez Nietzschego świat jawi się jako nieustanne powtarzanie wszelkich czynów i wydarzeń raz popełnionych. Wychodząc z założenia, że świat składa się ze skończonej liczby możliwych wydarzeń, zaś czas jest nieskończony, każda nasza decyzja zaważa na wieczności. Podstawową kwestią jest to, jaki stosunek przyjmiemy wobec takiego stanu rzeczy. Czy okaże się on dla nas „największym ciężarem”, niemożliwym do uniesienia, całkowicie pętającym nasze działania, czy też wywołałby u nas całkowite zatopienie się w życiu.

A gdyby (...) jakiś demon (...) rzekł ci : »Życie to, tak jak je teraz przeżywasz i przeżywałeś, będziesz musiał przeżywać raz jeszcze i niezliczone jeszcze razy; i nie będzie nic w niem nowego, tylko każdy ból i każda rozkosz i każda myśl i westchnienie i wszystko niewymownie małe i wielkie twego życia wrócić ci musi, i wszystko w tym samym porządku i następstwie« (...) – Czy nie padłbyś na ziemię i nie zgrzytał zębami i nie przeklął demona, któryby tak mówił ? Lub czy przeżyłeś kiedy ogromną chwilę, w którejbyś był mu rzekł : »Bogiem jesteś i nigdy nie słyszałem nic bardziej boskiego!« Gdyby myśl ta uzyskała moc nad tobą, zmieniłaby i zmiażdżyła może ciebie, jakim jesteś. Pytanie przy wszystkiem i każdym szczególe : »czy chcesz tego jeszcze raz i jeszcze niezliczone razy?« leżałoby jak największy ciężar na postępkach twoich. Lub jakże musiałbyś kochać samego siebie i życie, by niczego więcej nie pragnąć nad to ostateczne wieczne poświadczanie i pieczętowanie?

## Wieczny powrót w kulturze
- Powieść Jamesa Joyce’a Finneganów tren oparta jest na koncepcji wiecznego powrotu. Fabułę powieści tworzy niemające początku ani końca koło.
- Milan Kundera w swojej książce Nieznośna lekkość bytu wielokrotnie wraca do koncepcji wiecznego powrotu.
- Do koncepcji wiecznego powrotu nawiązuje również utwór Light the Universe metalowego zespołu Helloween z albumu Keeper of the Seven Keys – The Legacy, wykonywany z udziałem Candice Night; autorem tekstu jest Andreas Deris.
- Na końcu filmu K-PAX obcy o imieniu Prot wyjaśnia koncepcję wiecznego powrotu na bazie współczesnej fizyki. Wszechświat zakończy się w Wielkim Krachu, a potem zacznie na nowo podczas kolejnego Wielkiego Wybuchu.
- Film Dzień świstaka także został zainspirowany ideą wiecznego powrotu.
- Innymi filmami zawierającymi elementy tej idei to 12 małp, Vanilla Sky, Zakochany bez pamięci, seria Terminator, Mroźny Wiatr.
- Koncepcja wiecznego powrotu zawarta jest także w trylogii MatrixMatrix.
- It's all happened before and will happen again (To wszystko działo się już kiedyś i stanie się raz jeszcze) to nawiązanie wprost do koncepcji wiecznego powrotu z serialu Battlestar Galactica.
- W serialu Lexx zdolność Wyroczni do przepowiadania przyszłości opiera się na istnieniu wiecznego powrotu.
- W serialu True Detective główny bohater Rustin Cohle wspomina, że czas to płaski krąg.

## Wieczny powrót w nauce
We współczesnej kosmologii istnieje teoria wszechświata pulsującego, która może być analogią koncepcji wiecznego powrotu. Istnieje również konforemna kosmologia cykliczna, stworzona m.in. przez Rogera Penrose'a. Inne cykliczne modele określa się jako bouncing universe i cyclic universe.